# Jennifer Romano
Pour les articles homonymes, voir Romano.
Jennifer Romano, née le 5 janvier 1990, est une skieuse de vitesse française.

## Biographie
Elle découvre le ski de vitesse à l'âge de 8 ans avec son père.
En 2006, dès l'âge de 16 ans elle fait ses débuts en Coupe du Monde Juniors. Elle devient championne du monde juniors SDH en 2007 à Verbier et en 2009 à Vars. Elle est aussi championne de France SDH en 2007 aux Arcs.
Elle passe à la catégorie-reine S1 (Speed One) à partir de la saison 2010. Son meilleur résultat au classement général de la Coupe du Monde est une 3e place obtenue en 2011. Cette même année elle prend la 4e place des championnats du monde à Verbier. En 2012, elle remporte son unique victoire en Coupe du monde à Idrefjäll en devançant l'ensemble des meilleures mondiales de la spécialité. Elle possède aussi 3 titres de vice-championne de France S1 acquis entre 2011 et 2013.
À la fin de la saison 2013, elle met fin à sa carrière. Elle enseigne le ski à Orcières-Merlette.

## Palmarès

### Championnats du monde (S1)
| Édition               | Classement |
| --------------------- | ---------- |
| Mondiaux 2011 Verbier | 4e         |
| Mondiaux 2013 Vars    | 6e         |

### Coupe du monde (S1)
- Meilleur classement général : 3e en 2011
- Meilleur résultat sur une épreuve : 4 podiums dont une victoire à Idrefjäll en 2012

| Saison | Classement | Points |
| ------ | ---------- | ------ |
| 2010   | 8e         | 44     |
| 2011   | 3e         | 35     |
| 2012   | 5e         | 231    |
| 2013   | 7e         | 45     |

### Championnats de France (S1)
| Édition      | Classement |
| ------------ | ---------- |
| 2011 Verbier | Argent     |
| 2012 Vars    | Argent     |
| 2013 Vars    | Argent     |

### Championnats du monde juniors SDH
| Édition               | Classement |
| --------------------- | ---------- |
| Mondiaux 2007 Verbier | Or         |
| Mondiaux 2009 Vars    | Or         |

### Record personnel
- S1 : supérieur (ou égal) à 201,51 km/h réalisés en 2011 à Verbier